# Barnabasbrevet
Barnabasbrevet är en tidig kristen skrift från 100-talet som räknas till de apostoliska fäderna. Brevet består i stor utsträckning av allegoriska utläggningar av gammaltestamentliga texter. Författaren vänder sig mot den judiska förståelsen av Gamla Testamentet och mot judiska ritualer. I kapitlen 18–21 tar författaren (Barnabas) upp ett vanligt ämne i den kristna undervisningen i kyrkans äldsta tid, etisk undervisning i form av allegorin om två vägar. En liknande undervisning finns också i Didaché, en annan av de apostoliska fädernas skrifter.

## Handskriftstraditionerna
Brevet finns bevarat delvis och i sin helhet i flera handskrifter. Av de bevarade handskrifterna är de två viktigaste de grekiska texterna som förekommer i Codex Sinaiticus från 400-talet, och i Codex Hierosolymitanus från 1100-talet. Båda dessa handskrifter återger brevet i stort sett i sin helhet.
Brevet finns dessutom bevarat i en latinsk översättning, som går tillbaka på en text från 200–300-talen. Ytterligare ett antal textvittnen finns. Handskrifterna till brevet kan indelas i fyra handskriftstraditioner med betydande skillnader.

## Författare och ställning i den kristna traditionen
Brevet värderades högt av vissa i fornkyrkan, till exempel av Klemens av Alexandria, som kallar Barnabas "aposteln" och sätter honom i samband med Paulus reskamrat (till exempel i Apostlagärningarna 4:36) och av Origenes, som skriver om brevet att det är Barnabas "katolska brev". Bland dem som avvisade brevet som "äkta" på 300-talet finns Eusebios av Caesarea. Brevet har ingen avsändare, men den gamla traditionen allt sedan Klemens av Alexandria som tillskriver brevet Paulus medhjälpare, har länge levt kvar. Denna identifiering av författaren är numera starkt ifrågasatt. Brevets långtgående allegoriska framställningssätt har gjort att många antagit att författaren hör hemma i Alexandria, där en sådan skrifttolkningstradition var vanlig. I verserna 4:4–5 talas om ett uppbyggande av templet. Om detta avser det försök som judarna gjorde att bygga upp templet under kejsare Hadrianus tid år 130, så är år 130 den tidigast möjliga dateringen. Det har också påpekats att templet enligt kapitel 16 sägs stå kvar. Och eftersom det judiska upproret mot romarna åren 132–135, Bar-Kochba-upproret, innebar att templet helt förstördes, tyder det på att brevet skrevs före detta uppror. Dessa omständigheter gör att vissa menar att en trolig datering av brevet är mellan åren 130 och 132. Det skulle i så fall samtidigt utesluta att Paulus medhjälpare Barnabas är författaren. För en sådan slutsats talar också behandlingen av den judiska ritualen och den judiska skriftförståelsen, vilket rimmar illa med det som sägs av Paulus i hans brev till galaterna och de till korinthierna. Några riktigt fasta hållpunkter för författarens hemort finns inte. Denna kan också tänkas ha varit Mindre Asien eller Syrien, eventuellt även Palestina.

## Karaktär och Innehåll
Brevet är inget brev i vanlig mening utan en längre traktat eller läroskrift. Det inleds med den under antiken vanliga hälsningsfrasen i brev, "var hälsade, söner och döttrar". Eftersom avsändaren är en kristen person så tillägger denne, i nära anslutning till de brevhälsningar som finns i Nya Testamentet, att det sker "i Herren" och tillägger "i frid", samt påminner dem om Jesus med orden "han som har älskat oss". Brevet avslutas med en avslutning i traditionell kristen anda: "Lev väl, kärlekens och fridens barn. Härlighetens och all nåd Herre vare med er ande".

Innehållsförteckning

Kapitel och ämne

1 Inledning och syfte

2 Om offertjänsten

3 Om fasta

4 Den nuvarande och tillkommande tiden och Guds förbund

5 & 6 Jesu lidande och den kristne som en ny skapelse

7 Syndabocken och Jesus

8 Judarna och hjärtats rening

9 Om omskärelsen

10 Om judarnas matföreskrifter

11 Om dopet och korset

12 Förebilder för korset

13 & 14 Ytterligare utläggning om förbund

15 Om sabbaten

16 & 17 Om templet samt avslutning av denna del

18 Inledning om de två vägarna

19 Om ljusets väg

20 Om "den svartes" väg

21 Avslutande förmaningar
Några kapitelrubriker finns inte i den grekiska texten. En svensk översättning, gjord av Olof Andrén och Per Beskow finns i De apostoliska fäderna, 1992. Den grekiska texten finns i bland annat en utgåva av de apostoliska fäderna, Patrum Apostolorum Opera, 1920 (ed. Gebhardt, Harnack, Zahn).